# Kerbi Rodríguez
Kerbi Rodríguez, né le 1er juin 1989 à Esperanza en République dominicaine, est un footballeur international dominicain. Il évolue comme attaquant avec le Cibao FC en Liga Dominicana de Fútbol et avec la sélection de la République dominicaine.

## Biographie

### Sélection
Il est convoqué pour la première fois en équipe de République dominicaine par Ljubomir Crnokrak, dans le cadre du premier tour de qualification à la Coupe caribéenne des nations 2007, et débute le 29 septembre 2006 face aux Bermudes (défaite 3-1). Trois jours plus tard, il marque son premier but contre les Îles Vierges américaines (victoire 6-1).
K. Rodríguez participe aux tournois préliminaires de qualification pour la Coupe du monde en 2010 et 2014 (9 matchs joués et un but inscrit). En 2012 il se distingue à l'occasion de la phase de groupe de la Coupe caribéenne des nations 2012 en marquant deux buts, ce qui n'empêche pas l'élimination de la République dominicaine dès le 1er tour.
Il compte 36 sélections et 10 buts avec l'équipe de République dominicaine depuis 2006.

## Palmarès
- Club Barcelona :
  - Champion de République dominicaine en 2007.

- Moca FC :
  - Champion de République dominicaine en 2012-13.

## Statistiques

### Buts en sélection
Le tableau suivant liste tous les buts inscrits par Kerbi Rodríguez avec l'équipe de République dominicaine.